# Campus Censier
Le campus Censier, parfois appelé « université de Censier,, », est un campus universitaire situé dans le 5e arrondissement de Paris, composé de quatre bâtiments, anciennement occupé par l'université Sorbonne-Nouvelle (Paris 3).
Depuis 2022, il est l'objet d'une mutation profonde, pilotée par l'EPAURIF en vue de sa réaffectation aux universités Sorbonne Université et Paris-Panthéon-Assas. Durant la période de transition, il est organisé en tiers-lieu et accueille plus de 150 équipes de projet, ainsi que le Crous de Paris et des cours de l'université Panthéon-Sorbonne.

## Histoire
Le campus Censier est érigé à la place des dépendances de l’Hospice des Cent-filles (1623-1795), puis de la Halle aux cuirs (1866-1906), sur une superficie de près d’un hectare. Il héberge des bâtiments universitaires depuis la fin des années 1960 seulement.

### L'hospice des Cent-filles (1623–1795)
Édifié en 1623 par un riche avocat général au Parlement de Paris sous Henri III, Antoine Séguier, l'hospice des Cent-filles (appelé aussi des Cent-filles-orphelines, ou des Filles de la Croix de la Miséricorde, ou Notre-Dame de la Miséricorde) accueille des orphelines pauvres nées à Paris et issues d'un mariage légitime. Admises dès l'âge de 6 ans, elles peuvent y demeurer jusqu’à leurs 25 ans. Elles sont nourries, logées, habillées, éduquées sur un plan religieux et professionnel (broderie, tapisserie, filage de la laine, filage de la soie). Par un privilège royal, quand elles épousent un compagnon d'arts et métiers, ceux-ci sont reçus maitres sans faire de chef-d'œuvre et sans payer les droits de réception.

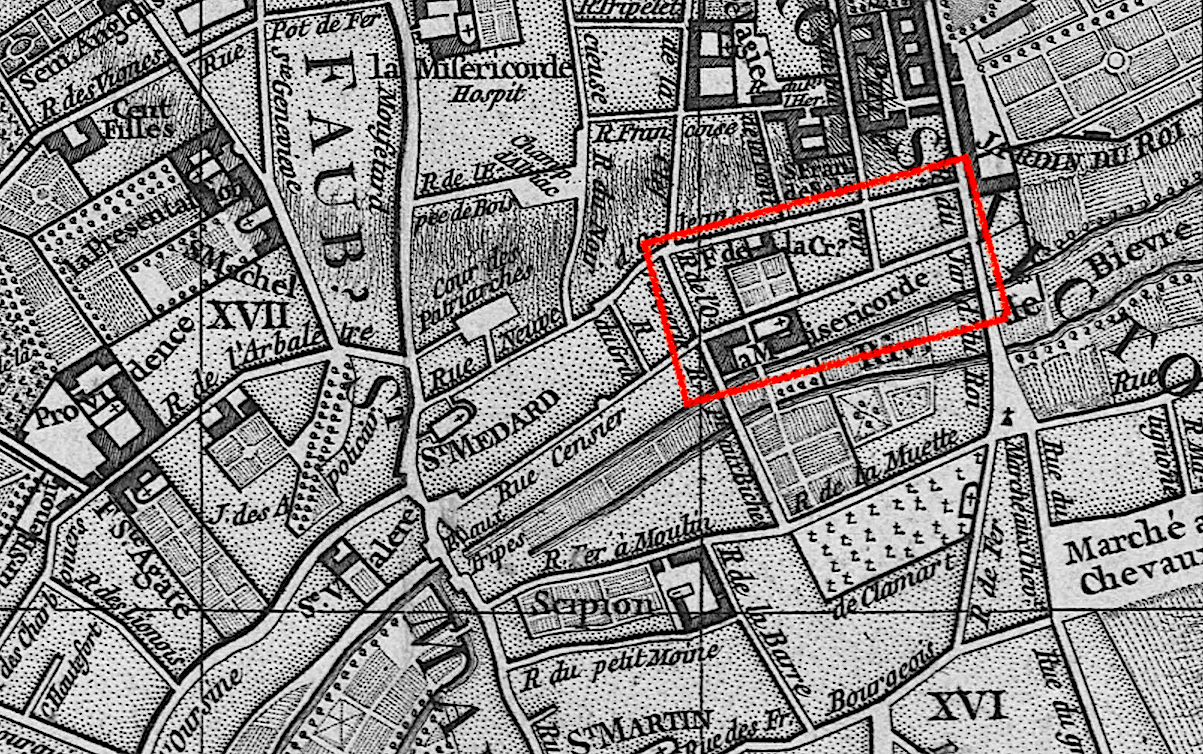
Plan de l'Hospice des Cent-filles sur la carte de Paris de 1760.

L'hospice est détruit en 1790 et réuni en 1795 à l'hôpital des orphelines de la barrière de Sèvres. Les bâtiments de la rue Censier sont cédés à un particulier puis restitués aux hospices. Ils servent de grenier à la maison Scipion avant d'être détruits avec le percement de la rue Santeuil.

### La halle aux cuirs (1866–1906)
Sur le site des hospices désormais laissés en jachère est élevée dans la seconde moitié du XIXe siècle une halle aux cuirs consacrées aux activités de mégisserie et de tannage installées depuis longtemps au bord de la Bièvre, dans le quadrilatère des rues Censier, de Santeuil, de la Clef et du Fer-à-Moulin. Un immense bâtiment prend place, ouvert sur la rue Santeuil. Une cour de 1 350 m2 forme le carreau de la halle. Au-dessus sont installés deux étages de magasins. Au-dessous, d'immenses caves servent de réserve pour les huiles, essences, vernis et corps gras indispensables à la mégisserie. Un violent incendie détruit entièrement le site en 1906.

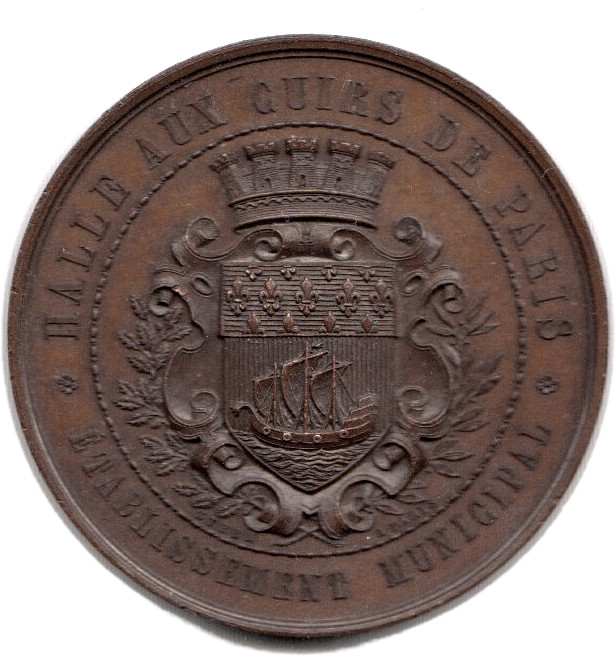
Médaille frappée à l'occasion d'une Exposition de cuir et de peaux en 1867.
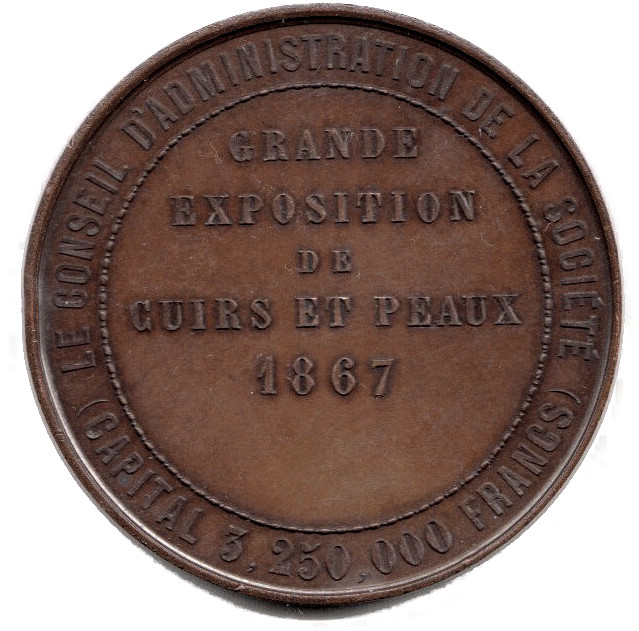
Médaille frappée à l'occasion d'une Exposition de cuir et de peaux en 1867 (avers).
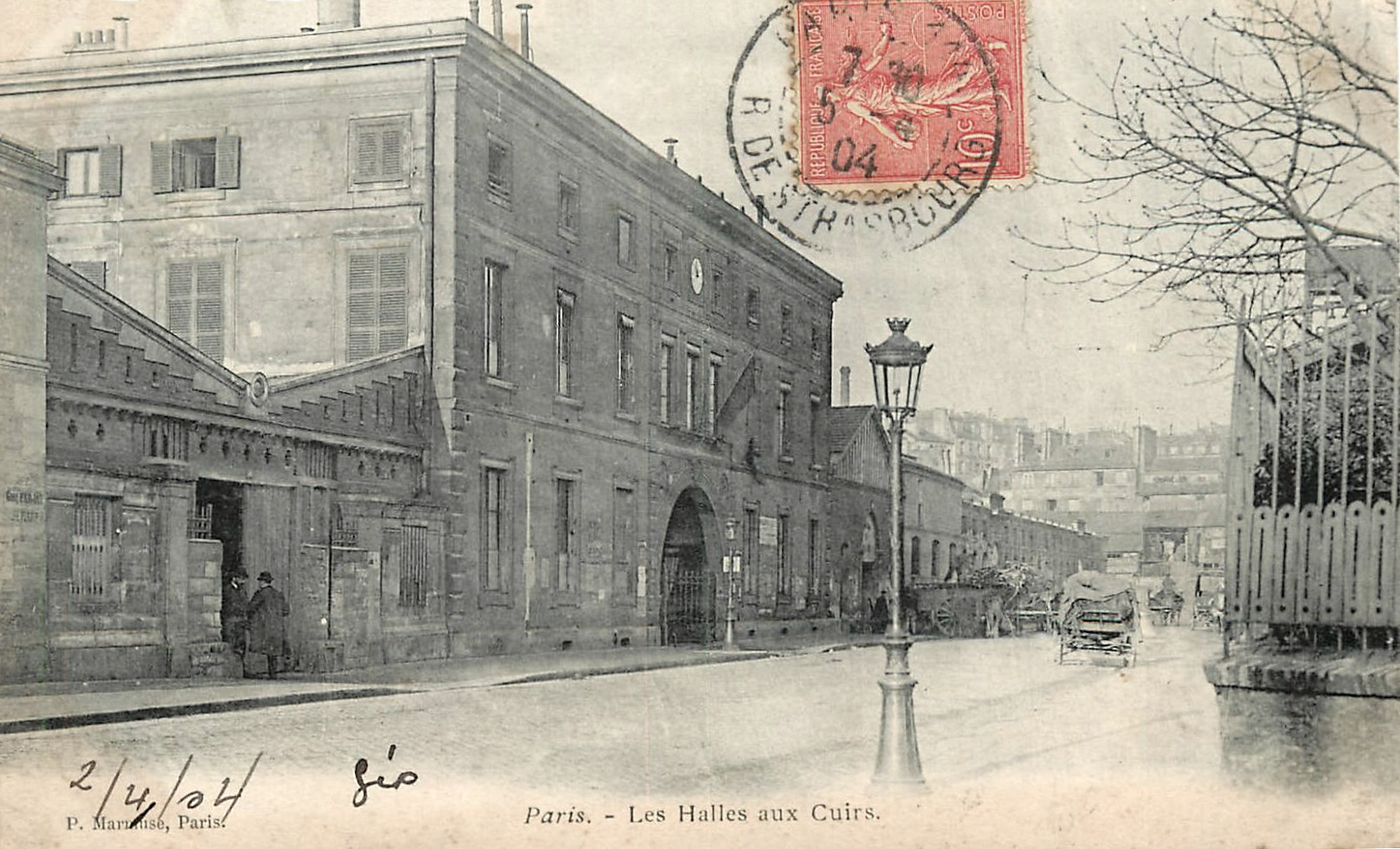
Bâtiment de la halle aux cuirs en 1904, avant sa destruction par un incendie deux ans plus tard.

La rivière malodorante est busée, mais plus globalement les activités du cuir deviennent impropres aux nouvelles exigences centre-urbaines. Les inconvénients (salubrité, odeurs), facilitent la mutation du site. Simone de Beauvoir évoque en 1960 la rue de Santeuil « où malheureusement le vent apportait par bouffées une odeur de corroierie et de charogne »).

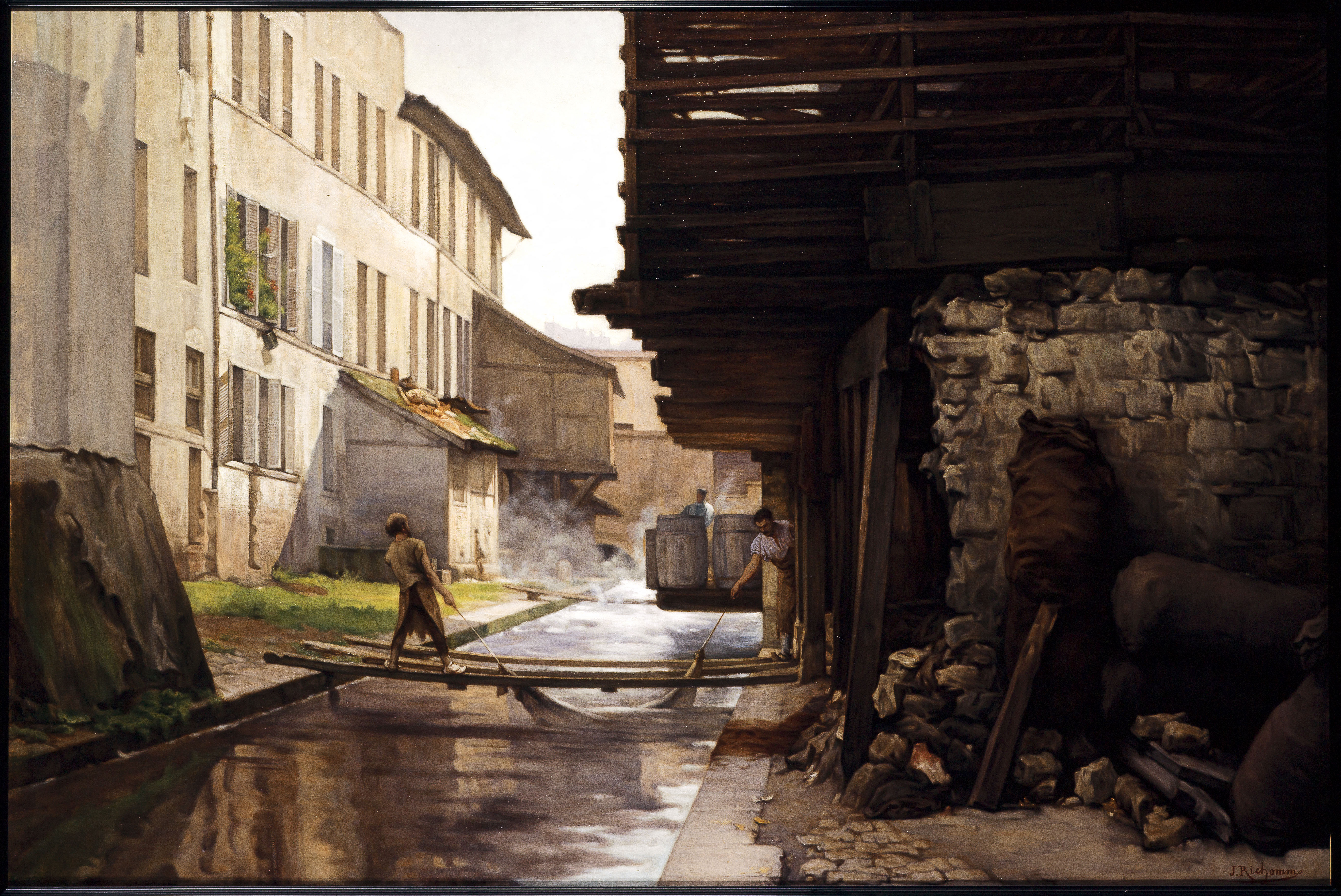
Une tannerie sur la Bièvre, selon Jules Richomme, vers 1892.
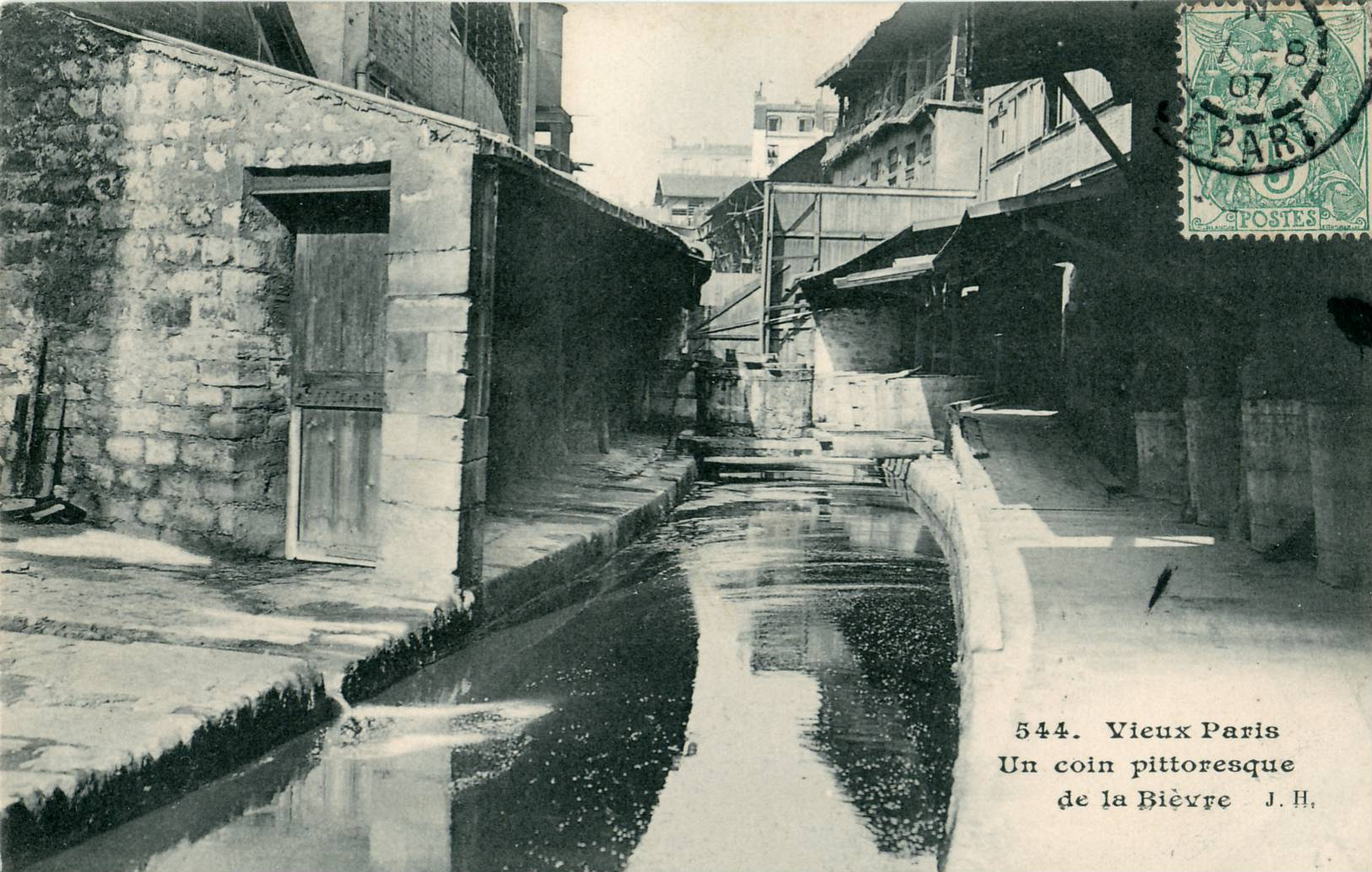
La Bièvre, rivière encore visible en 1907, peu à peu recouverte.
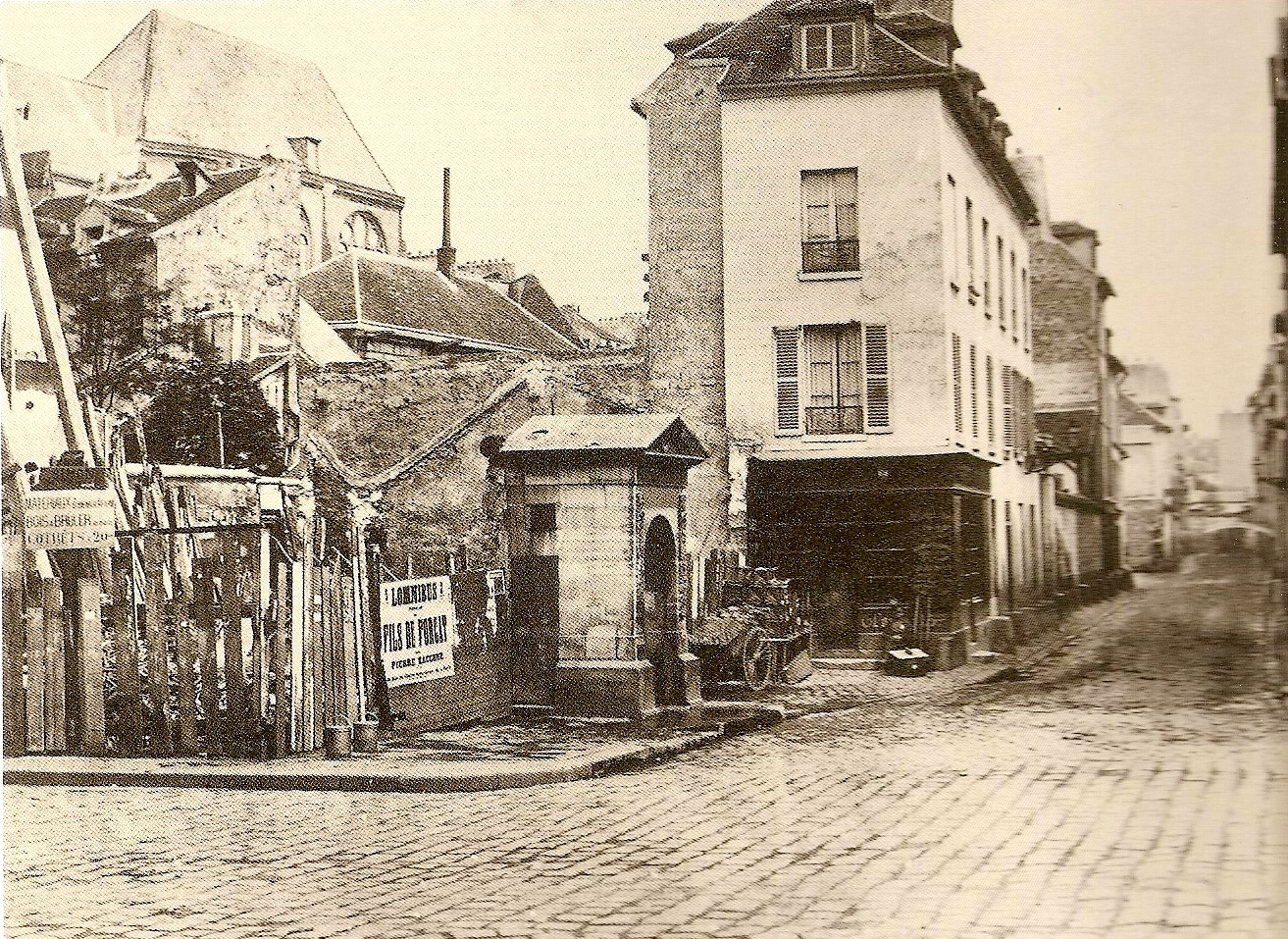
La rue Censier en 1865 (photographe : Charles Marville).

### La Faculté des lettres de l'université de Paris (1964–1971)
Le développement d'un système d'éducation supérieure de masse après-guerre est l'occasion de construire de nouveaux campus. Au début des années 1960, le bâti ancien est rasé, libérant 8 800 m2 de terrain. La Faculté des lettres de Paris y construit une surface totale de 25 000 m2 pour 4 900 étudiants. Construits en 6 mois, entre janvier et juillet 1964, sous la direction de l’architecte Jacques Carlu, les deux premiers bâtiments du campus Censier sont élevés sans même attendre la délivrance du permis de construire. Le terrain étant traversé par l'ancien lit de la Bièvre, 140 puits de 14 mètres de profondeur sont creusés. Pour accélérer la construction, les modules du bâtiment sont préfabriqués en usine. En 1964, 87 salles de cours, allant de 15 à 110 places, ainsi qu'un amphithéâtre de 430 places, sont disponibles. Il y a aussi 1 laboratoire de langues « muni de 20 cabines » et un circuit interne de télévision, fierté moderniste exhibée au moment de l'inauguration par Pompidou. Un autre bâtiment voit le jour en 1965.

### L'université Sorbonne-Nouvelle (1971–2022)

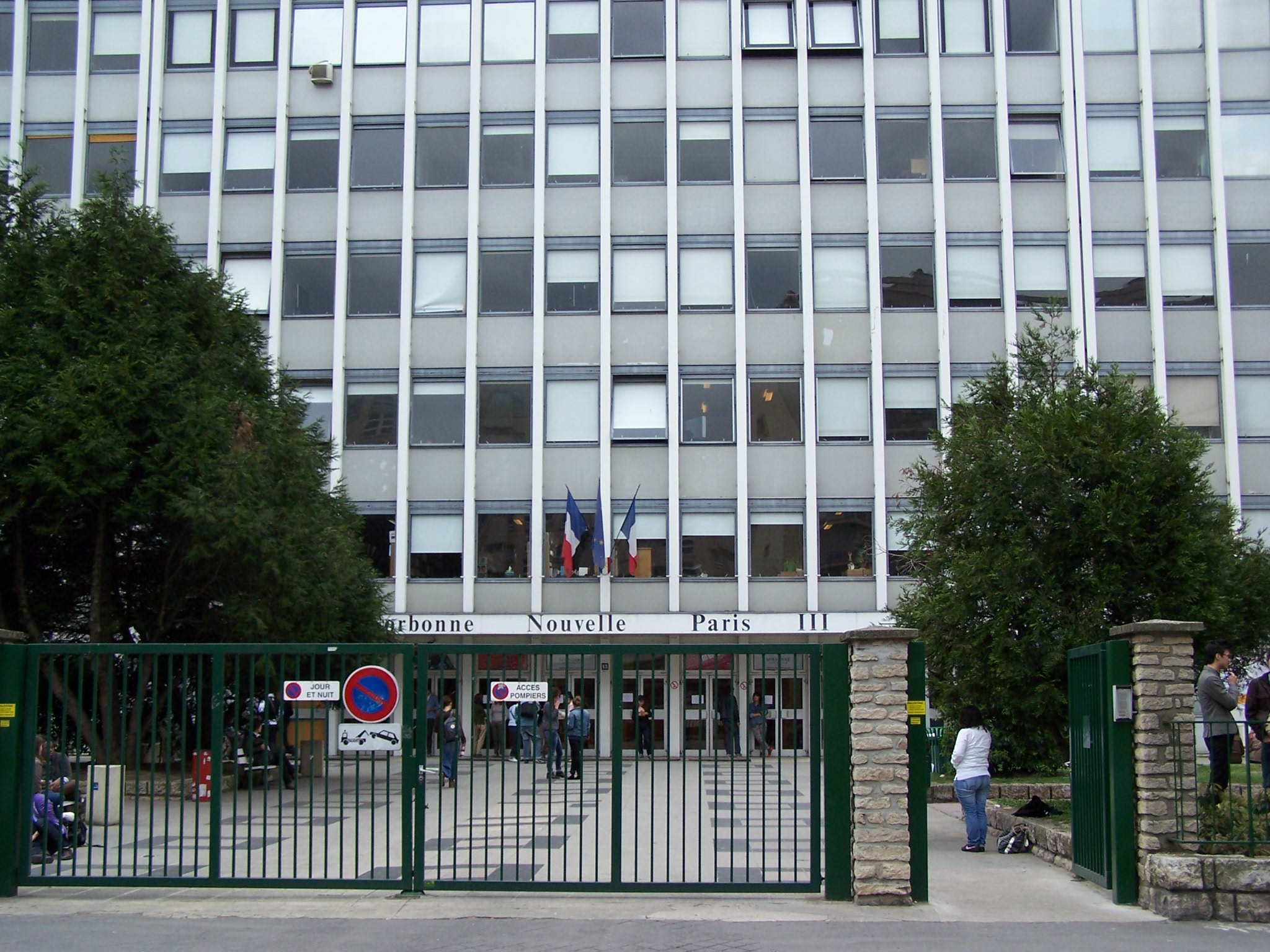
La façade du Centre Censier en 2011 (architecte : Jacques Carlu).

Comme d’autres constructions de l’après-guerre, Censier pâtit de défauts de conception et particulièrement de l’usage de l’amiante dans les matériaux (près de 7 km de flocage sur les 700 tonnes de poutres. Si des travaux d’encapsulage au plâtre sont engagés dès 1979, toute la structure n’est pas traitée, et des gaines techniques et des ascenseurs restent dangereuses d’accès. L’ensemble des infrastructures rend impossible tout nouvel aménagement requérant des perçages des zones contaminées. Un test de 1995 est positif, qui entraine des travaux de coffrage supplémentaire et rend les tests de 2003 et 2006 négatifs.
Pour engager des travaux d’assainissement, un plan de désamiantage est lancé, au cout de 300 à 400 millions d'euros, plus tardif que celui de sa voisine Jussieu (objet de 1995 à 2016 d’un ambitieux plan). Parallèlement, le plan de déménagement de l’Université Sorbonne-Nouvelle est engagé et, en 2022, avec 3 ans de retard, l'université emménage dans un nouveau site près de la place de la Nation.
Tourné vers l’enseignement des arts et des lettres et au cœur du quartier Latin, le campus Censier a toujours été un foyer vif d’activités et de revendications étudiantes, depuis son occupation deux jours durant les 11 et 12 mai 1968 jusque dans ses dernières semaines d’accueil de l’université Paris-III où, après des manifestations, le site n'est plus rouvert jusqu'à la fin des cours, le 25 avril 2022.
En 1995, le bâtiment est surélevé (sous la direction de l'architecte Jean-Baptiste Lacoudre). En 2012, deux bâtiments provisoires sont installés.

### Tiers-lieu (2022–2024)
Durant la période de travaux succédant au départ de l'université Sorbonne-Nouvelle, le site de Censier accueille un projet d’occupation temporaire. Un tiers-lieu est lancé, « Césure », porté par Plateau Urbain en partenariat avec Yes We Camp, qui regroupe plus de 190 structures. Certaines activités universitaires restent présentes, comme les cours de droit de l'université Paris-1 Panthéon-Sorbonne ou le CROUS de Paris. Parmi les nouveaux locataires, on trouve : Alternatiba, Emmaüs Défi, les coopératives d’activité économique Clara et Coopaname, l’École de la transition écologique, La Cloche, Les Petits Débrouillards, le tiers-lieu L'Hermitage, l'association Metishima, l'entreprise SOQO, l’association Règles élémentaires, ou encore l’Urscoop Ile-de-France.
Au cinquième étage du bâtiment principal, plusieurs médias indépendants sont regroupés : Mediatico, Impact Productions, Vert, Le Drenche, la SCOP des Sales gosses, Locobrain, Impact(s), L’Onde porteuse, Narrason, et plusieurs maisons d’édition indépendantes. La radio Cause commune et son association éditrice Libre à toi, y lancent et implantent un média coopératif et citoyen, Le Moment, avec le journaliste Benjamin Mathieu. Les radios Aligre FM, Vivre FM, Radio Campus Paris et des médias et associations de ce tiers-lieu sont partenaires de cette proposition inédite d'un espace collectif de diffusion et de production de contenus.

## Nouveau centre universitaire
En 2019, le ministère de l'Enseignement supérieur annonce que le Campus Censier rénové hébergera des formations en sciences humaines et sociales de Sorbonne-Université (10 000 m2) et de l'université Panthéon-Assas.

## Réhabilitation de la Bièvre
En 2001 puis en 2003, un projet de réhabilitation de la Bièvre est envisagé rue Censier et rue de la Clef, le long du bâtiment universitaire. Intéressant pour ses aspects esthétiques et écologiques, mais aussi thermiques (lutte contre les ilots de chaleur urbains), il est prévu de laisser cours à « une petite rivière urbaine » sur quelques dizaines de mètres. Une étude de faisabilité est lancée en 2021.
En amont, le chantier débute dès 2003 à Fresnes (tronçon de 200 m), et s'étend en 2006 sur un tronçon entre Massy et Verrières, à L’Haÿ-les-Roses en 2017 (tronçon de 630 m), et en 2019 sur un tronçon de 600 m entre Gentilly et Arcueil dans le Val-de-Marne (tronçon de 600 m pour un cout de 10 millions d'euros, comprenant 200 m² de passerelles piétonnes, la plantation de 433 arbres et baliveaux, réalisation d’une zone de rétention en cas de crue),.